# Ninurta

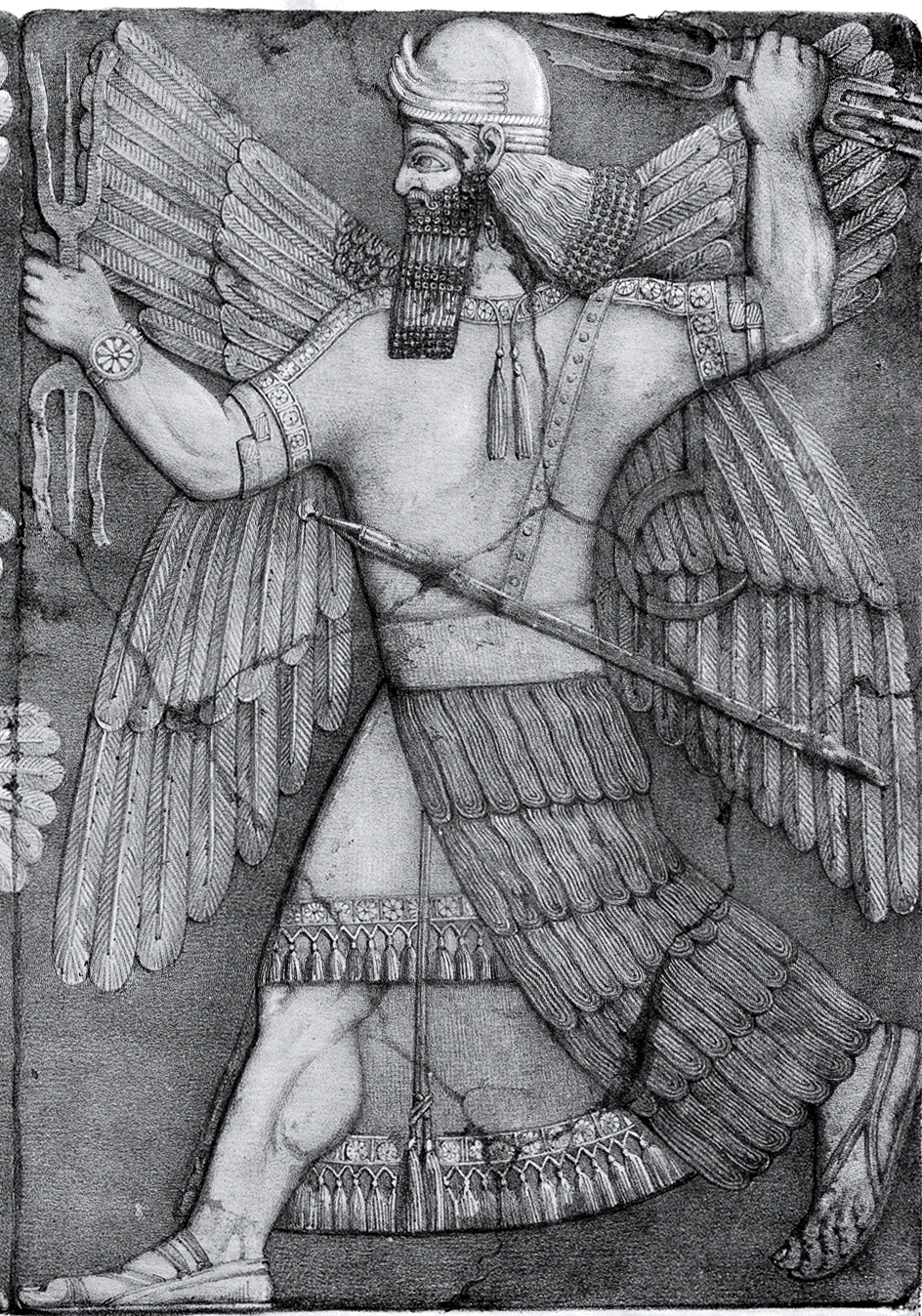

Ninurta (in sumerico: 𒀭𒊩𒌆𒅁 dNIN.URTA, Signore [dell'] Orzo), identificato con il dio Ninĝirsu (in sumerico: dNIN.ĜIR2.SU 𒀭𒎏𒄈𒋢, Signore [di] Girsu) della città di Girsu, era nella mitologia sumera e accadica il dio di Lagaš. Nelle vecchie traslitterazioni il nome veniva reso come Ninib o Ninip, e nelle prime descrizioni era ritratto come una divinità solare. Nelle fonti più antiche di epoca sumera, Ninurta è un dio dell'agricoltura e della guarigione, che guarisce gli umani dalle malattie e li libera dagli attacchi dei demoni. In seguito, durante il periodo protodinastico (2900-2350 a.C.), con l'inasprirsi dei conflitti tra le città-stato, Ninurta diviene un dio-guerriero mantenendo i suoi attributi di dio dell'agricoltura. Era considerato il figlio del re degli dèi Enlil e il suo principale centro di culto in Sumer era il tempio Ešumeša in Nippur. Ninĝirsu fu particolarmente venerato dal re Gudea di Lagaš  (2144–2124 a.C.), che ricostruì il suo tempio nella città. In seguito, Ninurta divenne uno degli dèi guerrieri più venerati dagli assiri. Il re neoassiro Aššurnasirpal II (883–859 a.C.) vi dedicò un enorme tempio a Nimrud, che da quel momento divenne il suo principale centro di culto. 
In Nippur, Ninurta era adorato come parte di una triade di divinità che comprendeva suo padre, Enlil, e sua madre, Ninḫursaĝ.
Ninurta viene spesso ritratto con arco e freccia, una spada a falce o una mazza, nota sotto il nome di Sharur. Sharur è in grado di parlare nell'antica leggenda sumera chiamata "Atti e Gesta di Ninurta", e può prendere la forma di un leone alato che rappresenta l'archetipo del successivo Lamassu.
In un'altra leggenda Ninurta combatte con un mostro dalle fattezze di un uccello chiamato Imdugud (accadico: Anzû). Una versione babilonese parla di come il mostro Anzû rubò le Tavolette dei Destini di cui Enlil necessitava per poter mantenere il proprio comando. Ninurta uccide ognuno dei mostri in seguito noti come "Eroi Uccisi" (il Guerriero Drago, il Re Palma, Lord Saman-ana, il Bisonte da battaglia, il Tritone, il Serpente a sette teste, il Montone selvaggio a sei teste), e li spogliò degli oggetti di valore (Gypsum, Rame forte, la nave Magilum), ed infine Anzû viene ucciso da Ninurta, il quale riporta le Tavolette al padre Enlil.
La moglie di Ninurta era Ugallu in Nippur e Bau quando egli veniva chiamato Ningirsu.

## Culti
Il culto di Ninurta può essere fatto risalire al più antico periodo di storia sumera. Nelle iscrizioni rinvenute a Lagaš appare col nome di Ningirsu, Signore di Girsu, con Girsu che sarebbe il nome di una città in cui era considerato come patrono. 
Ninurta appare con due capacità negli epiteti e negli inni a lui dedicati. Da un lato è un dio contadino e guaritore che toglie agli uomini le malattie ed il controllo da parte dei demoni; d'altra parte è il dio del Vento Meridionale essendo il figlio di Enlil, prendendo il posto della madre Ninharsag che era in precedenza la dea del Vento Meridionale. Il fratello di Enlil, Enki, viene descritto come mentore di Ninurta,  da cui Ninurta assimilò molti potenti Me, tra cui il Diluvio.
Rimase popolare durante il regno assiro: due sovrani di Assiria portarono il nome di Tukulti-Ninurta. Assurnasirpal II (883-859 a.C.) costruì per lui un tempio nella capitale Calah (ora Nimrud). In Assiria Ninurta venne adorato assieme ad Aššur e Mulissu.
Alla fine del periodo neobabilonese ed all'inizio del persiano, il sincretismo sembra aver fuso le caratteristiche di Ninurta con quelle di Nergal. I due dei venivano spesso invocati insieme, e descritti come un'unica divinità.
Nel sistema astro-teologico Ninurta era associato al pianeta Saturno, o forse era figlio o un aspetto di Saturno. Nel suo essere divinità contadina, ha caratteristiche comuni col dio greco dei raccolti Crono, che i Romani a loro volta identificarono con il loro dio della fertilità Saturno.